# Soraya Boudia
Pour les articles homonymes, voir Boudia.
Soraya Boudia est une enseignante-chercheuse en sociologie et histoire des sciences, des techniques et de l'environnement à l’université Paris-Cité et au sein du laboratoire Cermes3.

## Biographie
Soraya Boudia a soutenu en 1997 une thèse en histoire des sciences et des techniques, sous la direction de Dominique Pestre, consacrée à Marie Curie et l'histoire de la radioactivité en France.
Elle a dirigé le Musée Curie de 1999 à 2003, puis a occupé un poste d’enseignant-chercheur à l’Université de Strasbourg de 2003 à 2011, et à l’Université Paris-Est de 2012 à 2014, avant de rejoindre l’Université Paris Cité.
Depuis 2022, Soraya Boudia est copilote du programme et équipement prioritaire de recherche (PEPR) exploratoire IRiMa ("Gestion intégrée des risques pour des sociétés plus résilientes à l’ère des changements globaux"), qui vise à "renforcer la position des scientifiques et experts français dans la communauté internationale, apporter un regard nouveau et contribuer à transformer les modes des gestions des risques et des catastrophes à différentes échelles".

## Travaux
Ses travaux portent notamment sur l'expertise et la gouvernement des risques sanitaires et environnementaux (radioactivité, faibles doses, carcinogènes chimiques, déchets et résidus toxiques, pollution de l'air) et sur le gouvernement des technosciences à l'échelle globale (dont le Sud global).

### Histoire de la radioactivité
Dans sa thèse, Soraya Boudia présente Marie Curie comme un véritable entrepreneur scientifique qui place le laboratoire Curie au centre d'un puissant réseau scientifique, industriel, médical, instrumental et métrologique. Elle encadre plus tard la thèse d'Anne Fellinger sur les scientifiques français face au risque professionnel de la radioactivité entre 1901 et 1967, et collabore avec Nestor Herran sur la circulation et l'utilisation des isotopes du carbone radioactifs entre 1945 et 1965. Elle a travaillé également sur la controverse sur les dangers de la radioactivité pendant la guerre froide.

### Patrimoine scientifique
Soraya Boudia s'est intéressée à place de la physique nucléaire dans les musées de science au fil du temps, que ce soit avant ou après 1945. Plus largement, ses travaux interrogent les rapports entre patrimoine, savoirs et communautés savantes.

### Construction de l'expertise sur les polluants et toxiques
Dans le projet de recherche "Les cadres de l’expertise à l’épreuve des expositions aux faibles doses" (FADO), Soraya Boudia retrace "l’histoire des outils cognitifs et des processus politiques qui ont installé la problématique des faibles doses" et "examine les épreuves publiques que la question des expositions aux faibles doses de
polluants engendre, tant pour les cadres de l’expertise que pour la décision et les politiques publiques", au travers de quatre dossiers : la radioactivité, les additifs et contaminants alimentaires, les ondes électromagnétiques et les nanoparticules. Ce travail trouve son aboutissement dans deux ouvrages collectifs dirigé avec Nathalie Jas,, où les autrices arguent qu'il est "crucial de comprendre et analyser les changements qui se sont produits entre la fin des années 1960 et le début des années 1980 si l'on veut donner du sens à la structuration et au fonctionnement actuels de la régulation des toxiques".
Soraya Boudia s'est notamment penchée sur le modèle de dose-effet linéaire sans seuil mobilisé pour le calcul de risque et la définition de normes d’exposition  des rayonnements ionisants, et sur le problème des effets de faibles doses de radioactivité. Elle a aussi travaillé avec David Demortain sur les sources historiques de l'analyse des risques, formalisées dans les années 1970 et 1980 au travers du rapport Risk Assessment in the Federal Government: Managing the Process (ou Red Book) du Conseil national de la recherche des États-Unis.

### Gouvernement des risques et des crises à l'échelle globale
Avec Emmanuel Henry, Soraya Boudia a interrogé les mécanismes et les enjeux de la mondialisation des risques sanitaires et environnementaux dans le projet "Européanisation des risques sanitaires et environnementaux" qui donne naissance à un autre ouvrage collectif. Elle a publié avec Nathalie Jas un ouvrage grand public qui "analyse les modes de gouvernement des substances dangereuses et leurs effets délétères qui aujourd’hui s’imbriquent et se superposent dans les politiques nationales et internationales".
La question du capitalisme, qui irrigue ces travaux, se retrouve également dans une étude du "travail politique et cognitif mené par de nombreux acteurs pour mettre l’environnement en économie et en marché avant la fin des années 1980", dont l'histoire "ne se confond pas avec celle du néolibéralisme ni n’en découle".
Prenant comme terrain l’industrie des terres rares, Soraya Boudia a étudié "la crise des terres rares" marquée par l’envol des prix sur les marchés mondiaux et la politique chinoise des quotas au cours de la période 2010-2011.

### Ignorance et inaction
S'intéressant aux liens entre production de l'ignorance et inaction publique, Soraya Boudia a examiné la faiblesse des politiques publiques contre la pollution atmosphérique urbaine en Afrique (projet Globalsmog) et le recyclage des déchets dans l’économie circulaire.
Elle explique ainsi que l'agnotologie "s'est plutôt focalisée sur la production volontaire du doute et de l'ignorance, organisée par des groupes politiques ou économiques" tandis que «les études de l'ignorance » (ignorance studies) "se penchent plus largement sur les mécanismes sociaux, politiques et institutionnels de l'ignorance. Car il existe bien des manières de ne pas savoir. Tout d'abord, on peut savoir ce qu'on ne sait pas, ou bien ne pas savoir ce qu'on ne sait pas, ou encore choisir d'ignorer ce que l'on sait…".

## Prix et distinctions
- 2024 : Médaille d'argent du CNRS